# Salvador Arena
Salvatore Arena, conhecido como Salvador Arena, (Trípoli, 12 de janeiro de 1915 — São Bernardo do Campo, 28 de janeiro de 1998) foi um empresário ítalo-brasileiro. Foi o fundador do Colégio Engenheiro Salvador Arena e da Fundação Salvador Arena.

## Biografia

### Juventude e educação
Nasceu em Trípoli, Líbia, tendo como pais Nicola Arena, natural da Sicília e Giuditta Patessio Arena, natural de Veneza. Tendo uma origem humilde, seu pai processava metais em uma oficina na propriedade e, querendo ajudar na renda da família, aos oito anos começou a fabricar velas.
Salvador Arena chegou no Brasil em 1920 aos 5 anos de idade, instalando-se com a família na cidade de São Paulo, na Vila Prudente e era analfabeto até os 7 anos de idade. Porém, quando um padre visitou sua casa, notou sua facilidade com as letras e convenceu sua mãe a inscrevê-lo no ensino católico aos 10 anos de idade. Formou-se aos 21 anos na Escola Politécnica da USP.

### Carreira

#### Light
Em 1937 entrou na Light, sendo influenciado pelo engenheiro Billings onde se envolveu no projeto da Hidrelétrica de Cubatão. Durante seu período na Light, Arena também trabalhou como projetista de peças industriais. Sua passagem na Light também influenciou na sua escolha de funcionários e no desenvolvimento de sua didática, ao gostar de ajudar os demais a progredirem.

#### Termomecanica
Após vários anos na Light, sem um deslumbre de evolução e inspirado por trabalhar com o pai na venda de metais veio a pedir demissão. Em 1942, com US$ 200 que recebera de indenização da empresa, fundou a Termomecanica São Paulo SA, que começou na Mooca, fabricando os primeiros fornos de padaria elétricos do Brasil, posteriormente obtendo êxito no mercado com a reciclagem de sucata de metais não-ferrosos com sua maior criação sendo a produção da liga de bronze TM 23, que até hoje é uma das mais utilizadas na indústria brasileira.
No final da Segunda Guerra, Arena veio a multiplicar a capacidade de sua empresa ao comprar equipamento de segunda mão dos EUA. Em 1950, criou um processo de fundição contínua.
Em 1957, naturalizou-se Brasileiro. No bairro de Rudge Ramos, São Bernardo do Campo, foi o local onde, na década de 50, iniciou a fabricação de sua nova fábrica, que veio a focar na produção diversificada de metais não-ferrosos. Pela transição da economia do país de agrícola para industrial, esta foi uma época bem promissora. O rápido e desordenado desenvolvimento da região em São Bernardo do Campo causou a aparição de várias favelas e, após estudar as condições em que essas pessoas viviam (principalmente sofriam de desnutrição), ele passou a realizar o almoço grátis, o envio de presentes de fim de ano, uniformes escolares e mais tarde essas obras sociais centraram-se na Fundação Salvador Arena, fundada em 1964.
Como empregador, Salvador oferecia cesta básica, atendimento médico, um adicional de fim do ano antes mesmo de ser criado o décimo terceiro salário e ainda concedia participação nos lucros. Devido as suas políticas salariais e aversão ao monopólio estatal, Arena era visto como socialista, ou como disse Jorge Andrade: "um liberal aberto e socialista que se tornou milionário no capitalismo".
Na década de 60 a Termomecanica foi responsável por construir o tubo de foguetes para a CTA, cubos de rodas para os aviões Búfalo, que atendiam as comunidades isoladas na Amazônia e nos anos 90 esteve envolvido na produção do míssil Piranha, o primeiro míssil ar-ar construído num país de 3º mundo.
Sendo inovador, Arena tornou-se um dos empresários mais ricos do país. Tendo lutado por uma mudança no método de ensino brasileiro, desenvolveu sugestões que não foram aceitas pelo governo por causa do alto investimento necessário. Fundou o Colégio Termomecanica em 1989, que utiliza o seu método de ensino desenvolvido na década de 1970, que havia sido recusado pelo governo brasileiro e Inglês. O colégio tornou-se um símbolo educacional em São Bernardo do Campo. De acordo com o ENEM de 2010 e 2011, o colégio figura em primeiro lugar em qualidade de ensino na grande ABC.
Como profissional, Arena foi influenciado por Henry Ford e costumava dedicar-se por horas a fio numa ideia e era extremamente ativo em sua fábrica, controlando os recursos para evitar o desperdício, além de ser sempre o primeiro a chegar e o último a sair. Na busca de evitar o desperdício e reduzir os custos, ele reaproveitava máquinas descartadas e as reformava de forma que tivessem uma eficiência comparável com máquinas de última geração. Ele também operava seus negócios do seu jeito e era um crítico aberto contra o governo, até na ditadura militar brasileira, e em 1987 chegou a fazer uma paralisação contra a "baderna política e econômica do país". Arena era rigoroso no pagamento de imposto e também treinava seu próprio pessoal para ascender à cargos de chefia. Sua política salarial, que visava a melhoria das condições de vida dos seus trabalhadores ia contra a política da ditadura, que visava o acumulo de capital.

### Vida pessoal
Arena era um esportista que não fumava, nem bebia e apesar de ter se casado, não teve filhos, por não querer vê-los brigando pela herança. No futebol, torceu para o Palestra por toda vida.

### Morte e legado
Salvador Arena veio a falecer no dia 28 de janeiro de 1998, devido a um infarto, em sua casa. No testamento, colocou a Fundação Salvador Arena como herdeira de sua fortuna avaliada em 800 milhões de dólares, que é a herdeira do seu legado e deve usar os recursos para “a solução dos problemas de educação e assistência e proteção aos necessitados”. Sua Fundação também faz a distribuição de cestas básicas no ABC paulista, atendimento médico gratuito, entre outras coisas.